# AeroLogic

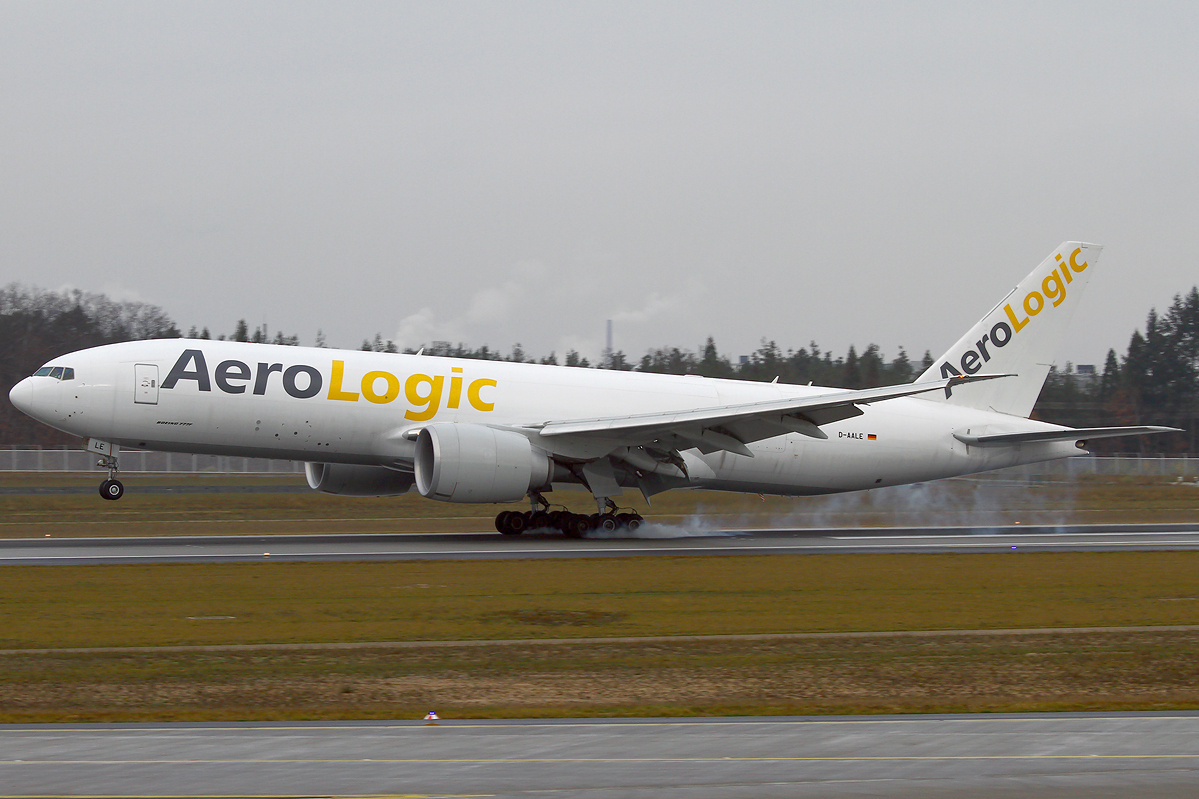
Boeing 777F linii AeroLogic na lotnisku we Frankfurcie

AeroLogic GmbH – spółka joint venture pomiędzy Lufthansą Cargo i DHL Aviation to linia lotnicza cargo z siedzibą w Schkeuditz, Saksonia. Linie wykonują loty towarowe z Lipska i Frankfurtu, większość lotów AeroLogic jest wykonywana dla Lufthansy Cargo i dla DHL.

## Historia
Linie te zostały założone przez Lufthansę i Deutsche Post 12 września 2007 pod nazwą Blitz 07-343 GmbH. 9 stycznia 2008 nazwa została zmieniona na AeroLogic. 13 maja 2009 linie otrzymały pierwszego Boeinga 777F, co uczyniło go pierwszym przewoźnikiem obsługującym ten typ samolotu w Niemczech. 26 maja tego samego roku linie otrzymały certyfikat, który uprawnia do przewozów poczty i towarów, co skutkowało rozpoczęciem działalności 19 czerwca.

## Kierunki lotów
Według stanu na styczeń 2025 AeroLogic oferowało przewozy cargo do 34 portów lotniczych w Europie, Azji i Ameryce Północnej.

## Flota
Według stanu na maj 2025 flota AeroLogic składała się z 25 samolotów dedykowanych do transportu cargo, o średnim wieku 8,7 lat:
| Samolot     | Samolot | Samolot   | Uwagi |
| Model       | Aktywne | Zamówione | Uwagi |
| ----------- | ------- | --------- | ----- |
| Boeing 777F | 25      | 1         |       |
| Łącznie     | 25      | 1         |       |